# Helge Sander
Helge Sander (født 27. august 1950 i Ørre) er journalist, tidligere minister og tidligere folketingsmedlem for Venstre i Ringkøbing Amtskreds fra 10. janunar 1984 til 31. januar 1998. Han var minister for videnskab, teknologi og udvikling fra 27. november 2001 til 23. februar 2010.

## Biografi
Realeksamen Aulum Byskole 1968. Uddannet som journalist ved Herning Folkeblad 1968-71.
Journalist ved Morgenavisen Jyllands-Posten 1972. Arrangementschef i A/S Herning-Hallen 1973-77, herunder arrangør af seksdagesløb. Medstifter af Dansk Professionelt Fodboldforbund 1977. Direktør for fodboldklubben A/S Herning Fremad 1978-79. Sekretariatschef i Divisionsforeningen i fodbold 1979-81. Konsulent på bryggeriet Carlsberg, marketingafdelingen, med hovedansvar for sportsaktiviteter 1982-87.
Stifter af og formand for Elevrådssammenslutningen for Vestjylland 1966-68. Formand for Herning Cykle Klub 1973-74. Medlem af Danmarks Cykle Unions (DCU) udtagelseskomité 1974-75, af DCU's repræsentantskab 1974-76, af unionens lovudvalg 1977-82 samt af Amatør- og Ordensudvalget 1982-2001. Medlem af bestyrelsen for Europahøjskolen, Møn, 1976-77. Medlem af Jernbanerådet (DSB) 1988-94, af Kristelig Lytter- og Fjernseerforenings landsstyrelse 1990-96, af bestyrelsen for Danmarks Sportsmuseum 1991-94, af DDL's repræsentantskab (SAS) 1991-97 og af Statens Ligningsråd 1992-94. Medlem af bestyrelsen for Midtjysk Skole- og Kulturfond og Nygaard Skole i Ørre 1994-2001.

## Politiske hverv
Partiets kandidat i Herningkredsen 1983-98.
Medlem af Herning Byråd 1974-79 og fra 1994, viceborgmester 1994-98, borgmester 1998-2001.
Medlem af bestyrelsen for VU i Herning 1967-72, formand 1969-71, næstformand for VU i Ringkøbing Amt 1970-71. Medlem af bestyrelsen i Herning Venstrevælgerforening 1969-71, af bestyrelsen for Venstre i Herningkredsen 1969-71 og af partiets amtsbestyrelse 1970-71. Medlem af partiets hovedbestyrelse 1987-98 og fra 2001. Kandidat for partiet til Europa-Parlamentet i Ringkøbing og Viborg Amter 1992-93.

## Videnskabsminister
Som videnskabsminister i perioden 2001–2010 var Sander ansigtet på den nye borgerlige regerings forskningspolitik op igennem nullerne, der blev opsummeret i mottoet "fra forskning til faktura", og som især kom til udtryk i en handlingsplan fra 2003 med titlen "Nye veje mellem forskning og erhverv – fra tanke til faktura", der bl.a. satte fokus på kommercialisering af universitetsopfindelser.

### Penkowa-sagen
Helge Sanders nære venskabelige forhold til den bedrageridømte tidl. forsker og professor Milena Penkowa har givet anledning til krav om en uvildig undersøgelse.
I 2009 fik Penkowa tildelt EliteForsk-prisen på 1,1 mio. kroner af videnskabsministeriet efter indstilling fra Københavns Universitet. I december 2009 skrev Penkowa et brev til statsministeren for at støtte Helge Sander, der var udsat for kritik i pressen. Fire måneder senere, da Penkowa blev bortvist fra Københavns Universitet, forsøgte Helge Sander at få dekanen til at ændre mening.
I 2009 stillede Helge Sander en række kritiske spørgsmål til medlemmerne af Forskningsrådet for sundhed og sygdom. De 30 spørgsmål indeholdt anklager om nepotisme. Forskningsrådet nægtede at svare, fordi man fandt de anonyme spørgsmål ærekrænkende og grundløse, men rådet lod dog sit sekretariat (Forsknings- og Innovationsstyrelsen) besvare spørgsmålene. Helge Sander har ikke villet røbe, hvem der stod bag spørgsmålene.

## CV

### Politisk karriere
- 2001-2010	Videnskabsminister
- 2005 – 2011 Medlem af Folketinget – anden gang
- 1998-2001 	Borgmester i Herning Kommune
- 1994-2001 	Medlem af Herning Byråd – anden gang
- 1992-1993 	Kandidat til Europa-Parlamentet for Venstre i Viborg og Ringkøbing amter
- 1987-1998 	Medlem af Venstres folketingsgruppes bestyrelse
- 1987-1998 	Medlem af Venstres hovedbestyrelse – igen fra 2001
- 1984-1998 	Medlem af Folketinget – første gang
- 1974-1979 	Medlem af Herning Byråd – første gang
- 1970-1971 	Medlem af Venstres amtsbestyrelse
- 1970-1971 	Næstformand for Venstres Ungdom i Ringkøbing Amt
- 1969-1971 	Formand for Venstres Ungdom Herning
- 1967-1972 	Medlem af Venstres Ungdoms bestyrelse i Herning

### Tillidshverv
- 1999-2001 	Formand for Carl-Henning Pedersens og Else Alfelts Museum
- 1995-2001 	Medlem af bestyrelsen for ”Optagelseshjemmet Møltrup”
- 1992-1994 	Medlem af Statens Ligningsråd
- 1991-1997 	Medlem af DDL’s repræsentantskab (SAS)
- 1991-1994 	Medlem af bestyrelsen for Danmarks Sportsmuseum
- 1990-1996 	Medlem af Kristelig Lytter- og Fjernseerforenings landsstyrelse
- 1988-1994 	Medlem af Jernbanerådet (DSB)
- 1976-1977 	Medlem af bestyrelsen for Europahøjskolen, Møn
- 1974-2001 	Tillidsposter i Danmarks Cykel Union, bl.a. medlem af U.K. og lovudvalget
- 1973-1974 	Formand for Herning Cykle Klub
- 1968 	Initiativtager til Landsorganisationen af Folkeskoleelever (LOE)
- 1966-1967 	Sekretær i Aulum Idrætsforening

### Professionel karriere
- 1982-1986 	Marketingskonsulent, Bryggeriet Carlsberg
- 1979-1981 	Sekretariatschef, Divisionsforeningen i fodbold
- 1978-1979 	Direktør, A/S Herning Fremad
- 1977 	Medstifter af Dansk Professionelt Fodboldforbund
- 1973-1977 	Arrangementschef, A/S Herning-Hallen
- 1972-1973 	Journalist, Morgenavisen Jyllands-Posten
- 1968-1972 	Journalistelev/journalist, Herning Folkeblad

## Eksterne links
- DR's politiske profil for Helge Sander
- Helge Sander på Folketingets hjemmeside